# Gaius Bruttius Praesens (Konsul 139)
Gaius Bruttius Praesens Lucius Fulvius Rusticus († 140 in Rom) war ein Mitglied der gens Bruttia aus Lukanien.
Nach einer anfangs langsamen senatorischen Laufbahn wurde Bruttius von Hadrian gefördert. Zuvor war er triumvir capitalis (Vorsteher der Gefängnisse), Tribunus laticlavius (Militärtribun mit „breitem Purpursaum“ an der Tunika) in der Legio I Minervia und Quästor in einer unbekannten Provinz. Seine Gattin war Laberia Crispina. Um 114 wurde er als Legat der legio VI Ferrata im Krieg gegen das Partherreich ausgezeichnet. Nach Hadrians Machtübernahme wurde Bruttius zum Statthalter von Kilikien ernannt. Durch Militärdiplome ist belegt, dass er 118 oder 119 (bzw. 120 oder 121) zusammen mit Quintus Aburnius Caedicianus erstmals Konsul war. Von 121 bis 124 war er Legat von Kappadokien. Weitere Diplome belegen, dass er am 1. Juni 125 und am 20. August 127 Statthalter der römischen Provinz Moesia inferior (Niedermösien) war; seine Amtszeit in der Provinz dauerte vermutlich von 124 bis 128. Er war auch Prokonsul von Africa, wo ihm zwei Reiterstatuen errichtet wurden – dies möglicherweise um 133. Danach erhielt er eine Sondermission in Syrien (138). Ein weiteres Diplom, das auf den 13. Februar 139 datiert ist, belegt, dass er 139 zusammen mit Antoninus Pius zum zweiten Mal ordentlicher Konsul war; möglicherweise ist er auch in einer Inschrift, die auf den 8. April 139 datiert ist, als Konsul aufgeführt. Bruttius starb im Jahr 140 während der Bekleidung der Stadtpräfektur.
Bruttius' gleichnamiger Sohn war 153 und 180 Konsul, seine Enkelin Bruttia Crispina mit Kaiser Commodus verheiratet.